# Street Café
Street Café is een nummer van de Australische band Icehouse uit 1983. Het is de derde single van hun tweede studioalbum Primitive Man.
Het nummer haalde een bescheiden 57e positie in Australië, het thuisland van Icehouse. Het meeste succes had het nummer in Duitsland. In het Nederlandse taalgebied werden geen hitlijsten behaald.